# Tczów
Tczów (dawniej też Tczów Średni) – wieś w Polsce, położona w województwie mazowieckim, w powiecie zwoleńskim, w gminie Tczów. Ma status sołectwa.
W latach 1975–1998 miejscowość administracyjnie należała do województwa radomskiego. 
Miejscowość jest siedzibą gminy Tczów oraz parafii św. Jana Chrzciciela.
| SIMC    | Nazwa        | Rodzaj    |
| ------- | ------------ | --------- |
| 0639950 | Dalsze       | część wsi |
| 0639966 | Janówka Mała | część wsi |
| 0639972 | Poduchowne   | część wsi |
| 0639989 | Praga        | część wsi |
| 0639995 | Przerwańce   | część wsi |
| 0640001 | Średnia Wieś | część wsi |
| 0640018 | Wybrańce     | część wsi |

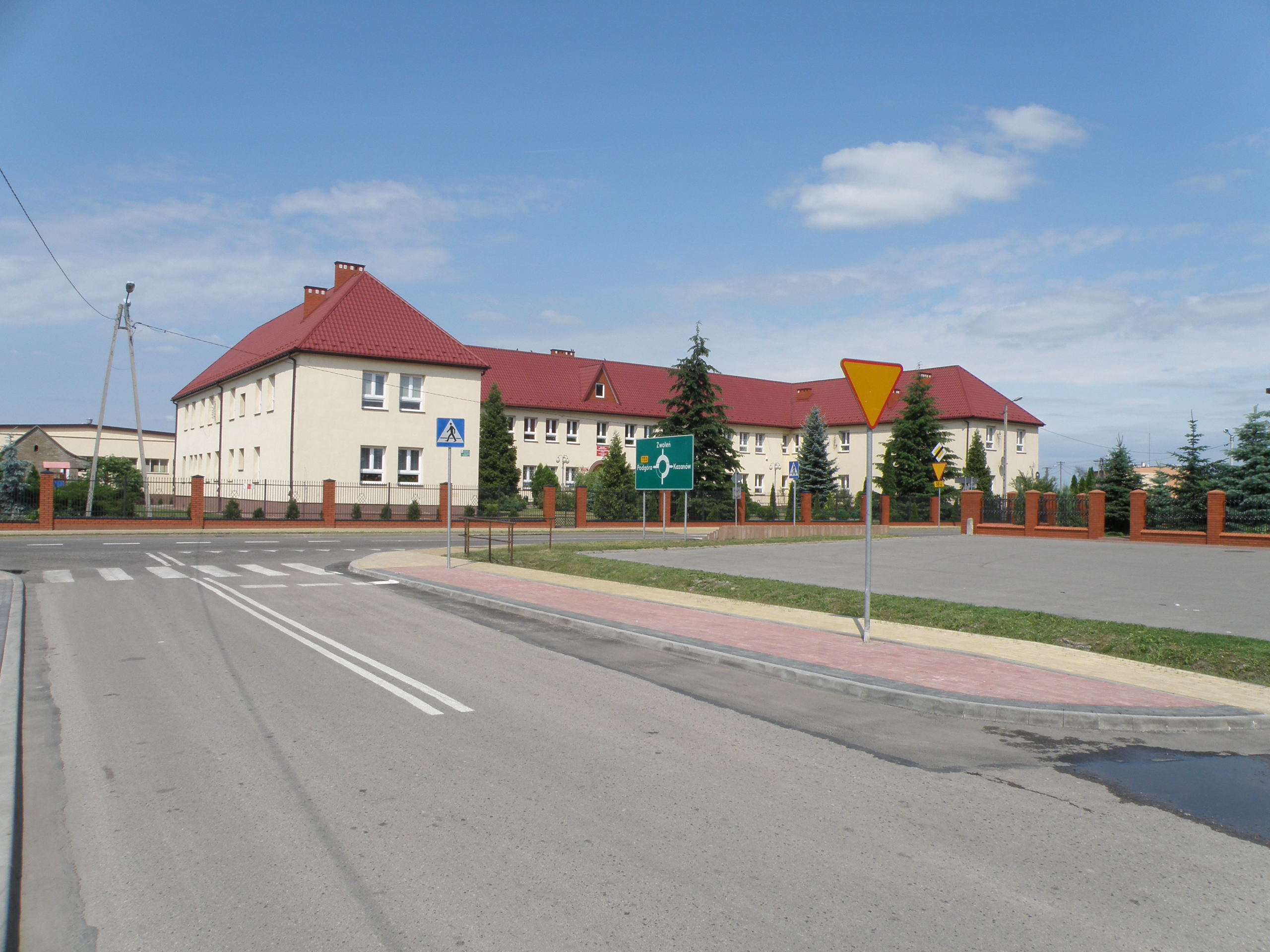
Zespół Szkół w Tczowie

Kroniki podają, że we Tczowie już w początkach państwa polskiego istniała parafia. 
Wieś królewska, położona była w drugiej połowie XVI wieku w powiecie radomskim województwa sandomierskiego.
11 września 1943 żandarmeria niemiecka i funkcjonariusze Gestapo dokonali we wsi masowej egzekucji. Obok szkoły rozstrzelano 31 osób. Ciała zamordowanych pochowano w zbiorowej mogile, 11 listopada 1944 Niemcy kazali odkopać zwłoki i spalić je.
Przez wieś przebiega trasa drogi wojewódzkiej nr 733.